# علم البرتغال
العلم الوطني للبرتغال (بالبرتغالية: Bandeira de Portugal)، هو علم مستطيل الشكل يتكون من لونان أخضر في النصف القريب من سارية العلم وأحمر في النصف البعيد، وفي منتصف العلم جزء من وسام النبالة البرتغالي (الدرع والكرة الأرضية)، اعتمد العلم في 30 من يونيو عام 1911.